# Šanov (Morávia do Sul)
Šanov é uma comuna checa localizada na região de Morávia do Sul, distrito de Znojmo.